# Meridemis
Meridemis là một chi bướm đêm thuộc phân họ Tortricinae của họ Tortricidae.

## Các loài
- Meridemis bathymorpha Diakonoff, 1976
- Meridemis detractana (Walker, 1863)
- Meridemis furtiva Diakonoff, 1976
- Meridemis insulata (Meyrick, 1908)
- Meridemis invalidana (Walker, 1863)
- Meridemis obraztsovi Rose & Pooni, 2004
- Meridemis punjabensis Rose & Pooni, 2004
- Meridemis subbathymorpha Razowski, 2006
- Meridemis vietorum Razowski, 1989